# Frédéric (prénom)
Pour les articles homonymes, voir Frédéric et Frédérick.
Cette page présente le prénom Frédéric ainsi que ses variantes.
Frédéric est un prénom d'origine germanique, existant dans de nombreuses langues.
Il a notamment été porté par de nombreux souverain allemands et scandinaves, ainsi que par des ducs de Lorraine.

## Origine
Il est formé des racines frid « paix » et ric « puissant ».
En français, c'est une forme savante refaite d'après le latin d'église Fredericus d'un plus ancien prénom Fréry ou Ferry, de même étymologie.
La saint Frédéric est fêtée le 18 juillet.

## Variantes
On trouve les variantes ou diminutifs masculins Fédérico, Fred, Fredie, Frédo, Freddy, Frédérich, Frédérick, Frédérico, Friedrich et Fritz et au féminin Fédérica, Frédérica, Frédérika, Frédérique, Frida et Frieda.

### Variantes linguistiques
- allemand : Friedrich, Friedrichs ou Friederich ; féminin : Frederica, Friederike, Frederika
- anglais : Frederick ou Fredrik ou Fredric ou Fredrick
- catalan, occitan : Frederic
- corse : Federicu ; féminin : Federica
- danois : Frederik, Fredrik, Friederich,
- espagnol : Federico; féminin : Federica,
- espéranto : Frederiko
- gallois : Ffredric
- grec : Φρειδερίκος (Phreideríkos, Fridheríkos), Φρεδερίκος (Phrederíkos, Fredheríkos, Frederikos)
- hongrois : Frigyes
- islandais : Friðrik
- italien : Federico, Frederico; féminin : Federica
- latin : Friederici, Fridericus, Fredericus
- letton : Frīdrihs, Frīdis
- lituanien : Frydrichas
- néerlandais : Frederik
- occitan : Frederic
- poitevin : Frédéri
- polonais : Fryderyk
- portugais : Frederico, féminin : Frederica,
- provençal (graphie mistralienne) : Frederi
- russe : Фридрих (Fridrich)
- suédois : Fredrik
- tchèque : Bedřich

## Anciennes formes d'oïl
- Le prénom Ferry est une variante donnée à de nombreux membres de la Maison de Lorraine (cf. Frédéric de Lorraine).
- Noms de famille (anciens noms de baptême) : Frary, Fréry, Féry et Ferry  (cf Jules Ferry, Luc Ferry, Abel Ferry, Catherine Ferry).

## Personnalités portant ce prénom
- Pour l'ensemble des articles sur les personnes portant ce prénom, consulter :
  - la liste des articles dont le titre commence par ce prénom
  - les listes produites par Wikidata : Liste des personnes de prénom « Frédéric » — même liste en incluant les éventuels prénoms composés qui contiennent « Frédéric ».